# بوب هان
بوب هان (25 أغسطس 1925 في الولايات المتحدة - 28 يوليو 2009 في الولايات المتحدة) (بالإنجليزية: Bob Hahn)‏ هو لاعب كرة سلة أمريكي في مركز الوسط.

## وصلات خارجية
- بوب هان على موقع إن بي أي (الإنجليزية)
- بوب هان على موقع سبورتس رفرنس (الإنجليزية)
- بوب هان على موقع كلية كرة السلة في سبورتس رفرنس.كوم (الإنجليزية)
- بوب هان على موقع ريلجم (الإنجليزية)
- بوب هان على موقع بروبوليرز (الإنجليزية)